# Wolken (Bützow)
Wolken ist ein Ortsteil der Stadt Bützow im Landkreis Rostock in Mecklenburg-Vorpommern. 

## Geografie und Verkehrsanbindung
Wolken liegt östlich der Kernstadt Bützow an der Landesstraße L 14, an der Bahnstrecke Bad Kleinen–Rostock und am Bützow-Güstrow-Kanal. Die Nebel fließt unweit westlich.

## Sehenswürdigkeiten

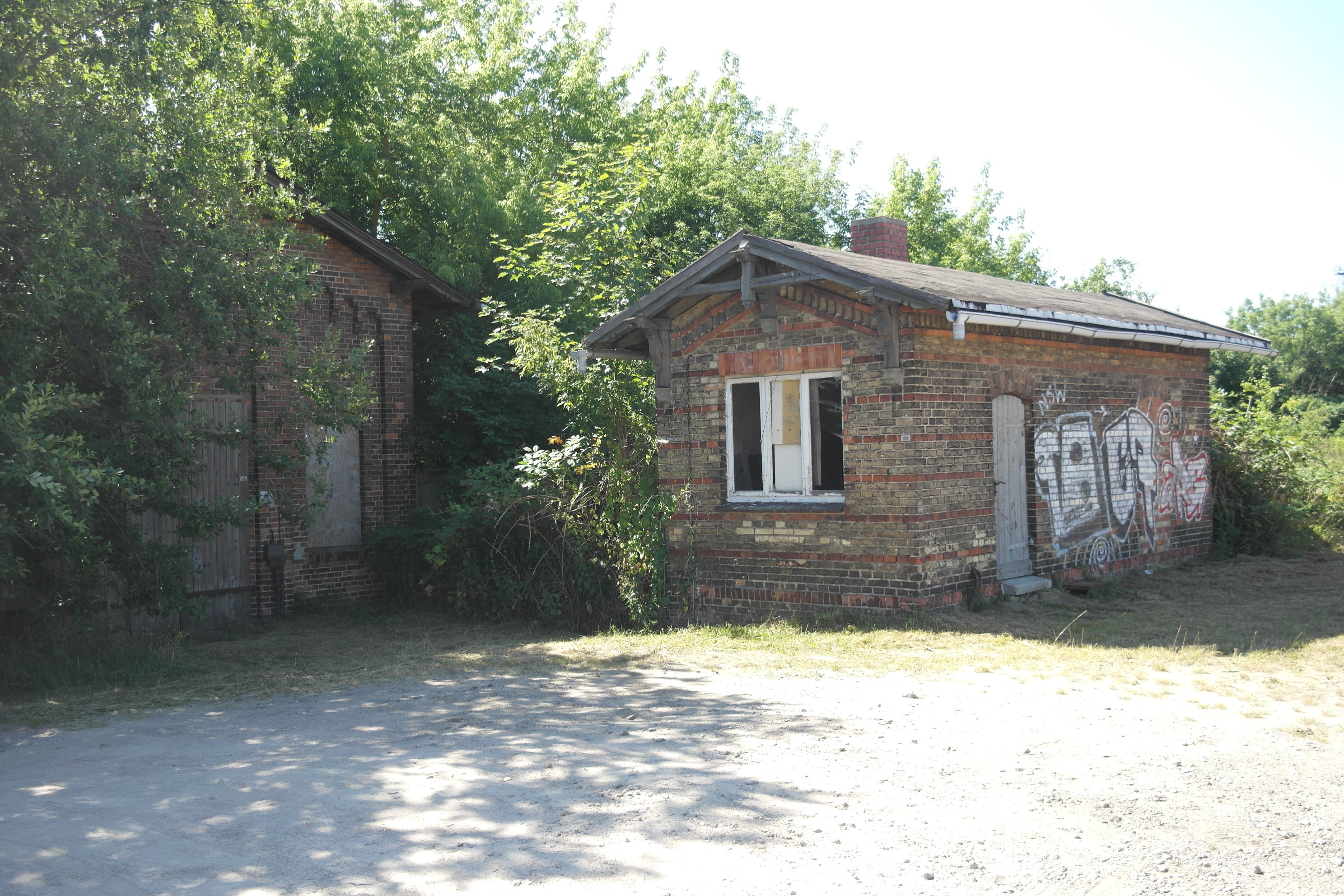
Bahnwärterhaus in Wolken, nördlich des Bahnhofs Bützow (Juni 2013)

In der Liste der Baudenkmale in Bützow sind für Wolken zwei Baudenkmale aufgeführt:
- die Gutsanlage mit Scheune und Stall (Zepeliner Straße)
- das Bahnwärterhaus (Schwaaner Str. 31)